# Polideportivo Misael Delgado
El Estadio Polideportivo Misael Delgado es un estadio multipropósito ubicado en la ciudad de Valencia, Estado Carabobo, en la parte centro norte de Venezuela, que a pesar de ser una infraestructura relativamente pequeña es usada para diversas disciplinas deportivas destacándose entre ellas el fútbol y la natación, teniendo al Carabobo Fútbol Club este estadio como su sede. Su capacidad alcanza los 10 000 espectadores aproximadamente.
Su construcción se comenzó en el año de 1961 y tardó dos años. Fue inaugurado en 1963 por el gobernador José Regino Peña, con motivo de los juegos nacionales de adultos.

## Remodelaciones
En los últimos años ha sido restaurado, por lo que en sus instalaciones se cuenta con aire acondicionado (en uno de los palcos), un nuevo sistema de iluminación, cinco cabinas para transmisión, servicio médico, sala de conferencia, estacionamiento. También se han hecho cambios en otras partes del estadio como grama sintética, baños nuevos, etc.
También cuenta con una piscina olímpica donde se practica natación afiliado a Club Natación de Carabobo (CNC), Depomaster Club y sede del equipo Delfines de Carabobo y Club Aguas Abiertas Carabobo.

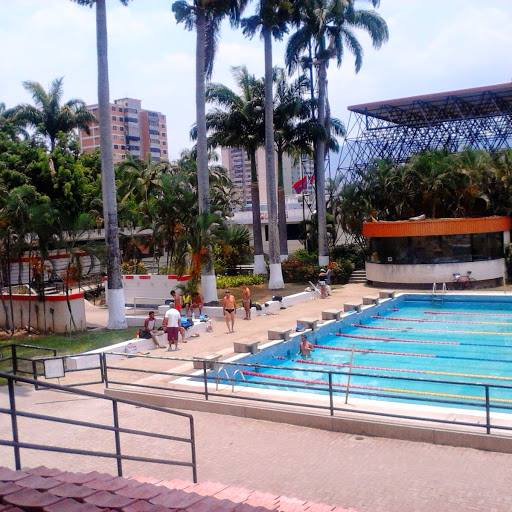
Lugar donde se practican las disciplinas deportivas de natación.

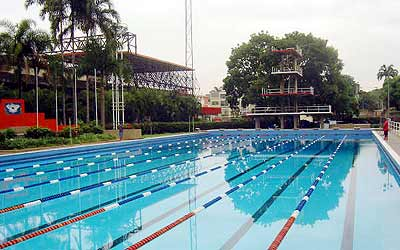
Lugar donde se practican las disciplinas de natación.

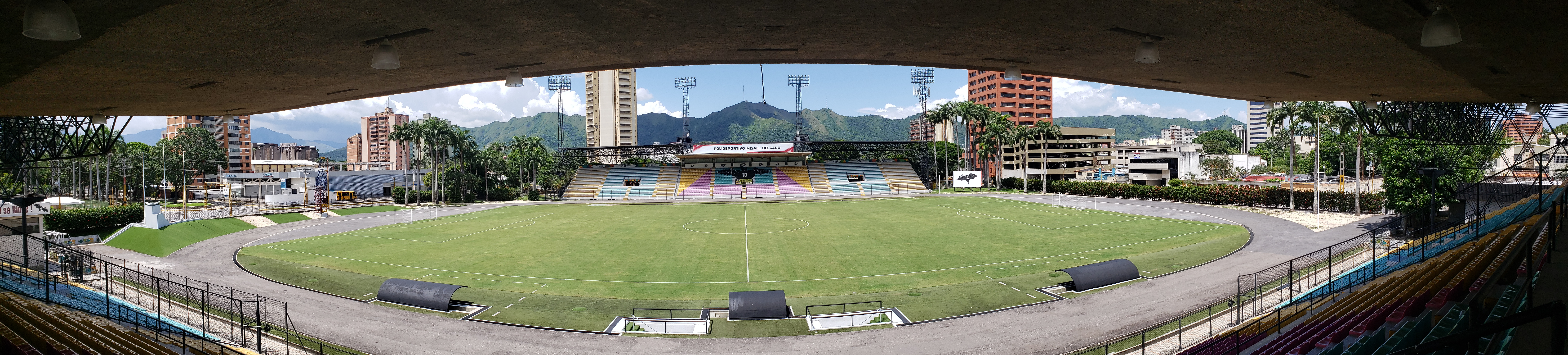
Vista panorámica del Polideportivo Misael Delgado desde el Palco de Prensa.

Vista panorámica del Polideportivo Misael Delgado desde la portería sur.

## Conciertos
| País                      | Artista        | Año       |
| ------------------------- | -------------- | --------- |
| Bandera de Puerto Rico    | Menudo         | 1978      |
| Bandera de Puerto Rico    | Menudo         | 1989      |
| Bandera de Argentina      | Soda Stereo    | 1991      |
| Bandera de Colombia       | Grupo 8        | 1996      |
| Bandera de Venezuela      | Yolo Aventuras | 1998      |
| Bandera de México         | Grupo Piculin  | 1999-2006 |
| Bandera de Estados Unidos | Testament      | 2008      |
| Bandera de Estados Unidos | Megadeth       | 2008      |
| Bandera de Guatemala      | Ricardo Arjona | 2009      |
| Bandera de España         | Alejandro Sanz | 2010      |
| Bandera de Venezuela      | Yolo Aventuras | 2022      |